# Coenotephria contraria
Coenotephria contraria là một loài bướm đêm trong họ Geometridae.